# Chromoeme angustissima
Chromoeme angustissima är en skalbaggsart som först beskrevs av Jean Baptiste Lucien Buquet 1857.  Chromoeme angustissima ingår i släktet Chromoeme och familjen långhorningar.
Artens utbredningsområde är Uruguay. Inga underarter finns listade i Catalogue of Life.